# 氯膦酸
氯膦酸（Clodronic acid）是一種用來調節身體內鈣質平衡的藥物。它除了可以減少骨骼中鈣質的流失，保持骨骼健康外，也可以用來降低身體內過高的血鈣濃度。常用的是氯膦酸二钠注射液，即氯膦酸二钠盐的灭菌水溶液。
本藥物要空腹服用，並且以適量開水送服，避免同時飲用奶類或含高鈣飲品。
氯膦酸的常見副作用有：噁心、嘔吐、腹瀉、皮膚過敏等。（若以上之情況持續不改善應立即就醫。）